# Société pour l’amélioration du sort de la femme et la revendication de ses droits

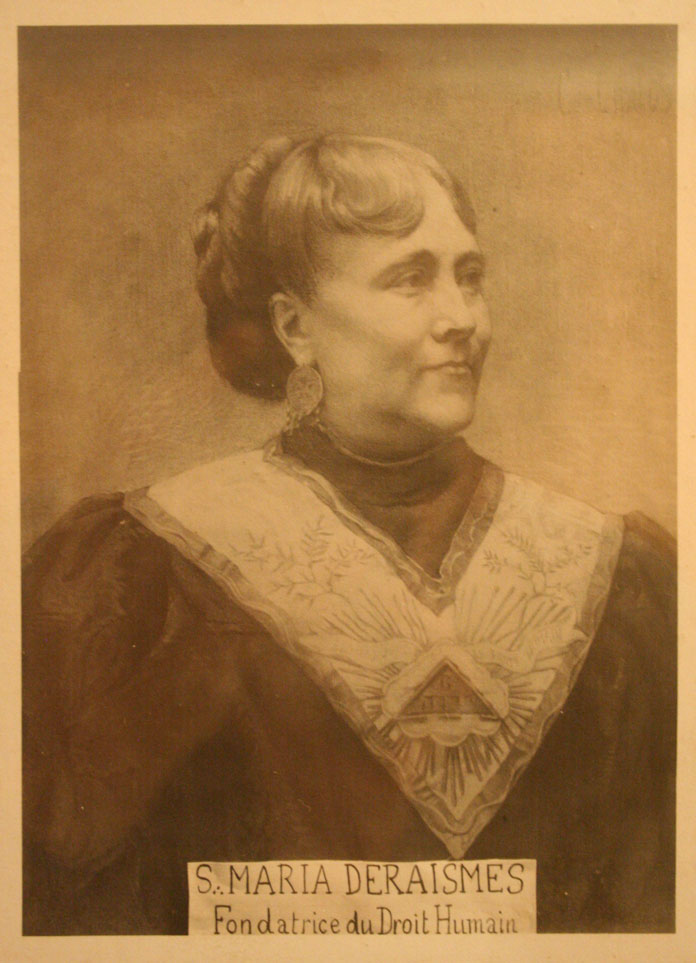
Maria Deraismes

Die Société pour l’amélioration du sort de la femme et la revendication de ses droits (Gesellschaft für die Verbesserung des Schicksals der Frau und die Einforderung ihrer Rechte) war ein französischer feministischer Verein, der 1886 aus dem Zusammenschluss zweier 1866 und 1874 gegründeter Vereine hervorging. Er bestand bis in die 1930er Jahre.

## Geschichte
1874 wurde von mehreren feministischen Aktivistinnen, darunter Hubertine Auclert und Maria Deraismes, die Société pour l’amélioration du sort de la femme (Gesellschaft zur Verbesserung des Schicksals der Frau) gegründet. Die Gründung dieser ausschließlich aus Frauen bestehenden Vereinigung ermöglichte den damaligen feministischen Aktivistinnen eine Autonomie, die sie in anderen von Männern geleiteten feministischen Vereinigungen nicht hatten, insbesondere im Hinblick auf die Organisation des französischen und internationalen Kongresses für Frauenrecht in Paris im Jahr 1889.
Im März 1875 unterzeichneten Stella Blandy, Henriette Caroste, Anna Houry, Hubertine Auclert, Maria Deraismes und ihre Schwester Anna Féresse-Deraismes einen Brief, in dem sie Victor Hugo baten, ihre feministischen Forderungen zu unterstützen.
1886 fusionierte die Société pour l’amélioration du sort de la femme mit der Société de la revendication du droits des femmes (Gesellschaft zur Durchsetzung der Rechte der Frauen), die 1866 gegründet worden war, um die Einrichtung laizistischer Schulen zu fordern. Nach dem Tod ihrer Präsidentin Maria Deraismes im Jahr 1894 wurde die Gesellschaft von Anna Carnaud bis zu ihrem Tod im Jahr 1929 geleitet. Danach wurde sie von 1920 bis 1932 von Élisabeth Fonsèque und von 1932 bis 1934 von Yvonne Netter geführt.